# ووسخود (شهرستان خابارسکی، سرزمین آلتای)
ووسخود (به لاتین: Voskhod) یک منطقهٔ مسکونی در روسیه است که در سرزمین آلتای واقع شده‌است.